# Lista de disputas pelo terceiro lugar da Copa do Mundo FIFA
Este artigo traz uma lista com as disputas pelo terceiro lugar em Copas do Mundo FIFA.
Assim como nos Jogos Olímpicos, o terceiro colocado recebe uma medalha.
A Copa de 1930 foi a única que não teve disputa pelo terceiro lugar. As duas seleções derrotadas na semifinal, Iugoslávia e Estados Unidos, ficaram empatadas na terceira colocação.[C30]
Já a Copa de 1978 foi a única em que a Seleção que terminou em 3.º colocado (neste caso, o Brasil), não recebeu nenhuma medalha. Segundo a CBF "não há registro de entrada ou recebimento das medalhas pelo 3.º lugar na Copa do Mundo de 1978 na CBF. No acervo cadastrado, está apenas uma placa pela participação da Seleção Brasileira, independentemente da posição, dada a todos os participantes.

## Críticas
Apesar de valer medalha, as decisões de terceiro lugar nas Copas do Mundo são vistas por muitos como 'sem importância' ou como um mero 'prêmio de consolação'. Esta disputa costuma ser encarada de formas distintas pelas seleções. As equipes que entram na Copa com ambição de título reclamam. Aquelas que chegam à semifinal como candidato improvável, não reclamam.
Em 2014, por exemplo, o então treinador dos Países Baixos, Louis van Gaal, em entrevista dada após a derrota na semifinal contra a Argentina, defendeu que esta disputa pelo terceiro lugar numa Copa do Mundo nunca deveria acontecer, pois, segundo ele, "uma nova derrota na decisão do terceiro lugar atrapalharia a avaliação de um time que conseguiu ficar entre os quatro melhores em uma competição com 32 participantes."
| “ | Acho que esse jogo nunca deveria ser jogado. Digo isso há 10 anos. O pior de tudo é que você tem a possibilidade de perder duas vezes seguidas. Num torneio em que você jogou tão bem, acaba voltando para casa como um perdedor. Em qualquer torneio de futebol, principalmente nas etapas finais, não se deveria ter de passar por isso. Não deveria jogar pelo terceiro e quarto lugares. Só há um prêmio, que é a taça. | ” |

Em 2006, o técnico Luiz Felipe Scolari, de Portugal, também não foi favorável a disputa do 3º lugar.
| “ | "Se você está do nosso lado da cerca, esse jogo representa sofrimento, e não um jogo que você está feliz em disputar. Depois de perder a semifinal, é muito difícil motivar os jogadores para isso. É difícil impedir nossos jogadores e nós mesmos de pensarmos no que perdemos. Você pensa no que perdeu e não no que pode conquistar." | ” |

Em contrapartida ao técnico dos Países Baixos, o ex-futebolista brasileiro Emerson Leão defendeu esta partida:
| “ | Eu me senti honrado por ter disputado mais uma partida por meu país em cada Copa. Perdemos da Polônia em uma e vencemos a Itália na outra, quando saímos da Argentina sem perder. Se você tem definido o regulamento, tem de ir até o final e representar seu povo da melhor maneira possível. O (jogo pelo) terceiro e quarto lugar me deu satisfação também. (...) Se você está fazendo uma coisa que te enche de júbilo, tem que se sentir bem. Não é agradável para quem está acostumado a ser campeão, mas o ruim seria sair na fase classificatória. | ” |

Historicamente, estas partidas são muito movimentadas e repletas de gols. Antes da Copa de 2014, 68 gols foram marcados em 17 decisões de terceiro lugar — uma média de quatro gols por partida. A explicação pode estar na maneira mais relaxada que as equipes entram em campo após serem eliminadas nas semifinais.
Um fator importante desta partida é a premiação. Em 2014, por exemplo, o terceiro colocado da Copa recebeu uma premiação de 22 milhões de dólares (cerca de 48 milhões de reais). Já o quarto colocado 20 milhões de dólares (cerca de 44 milhões de reais). O mesmo Felipão que criticou esta partida, apontou os motivos que podem fazer este jogo existir: "Da perspectiva do negócio, talvez seja uma coisa boa", disse, em entrevista dada em 2006.

## Disputas
Em negrito, o menor e o maior público desta disputa.
| Ano       | País-sede                        | 3.º lugar     | Placar      | 4.º lugar       | Árbitro                   | Local                                       | Público |
| --------- | -------------------------------- | ------------- | ----------- | --------------- | ------------------------- | ------------------------------------------- | ------- |
| 1934      | Itália                           | Alemanha      | 3 – 2       | Áustria         | ITA Albino Carraro        | Stadio Giorgio Ascarelli, Nápoles           | 7 000   |
| 1938      | França                           | Brasil        | 4 – 2       | Suécia          | BEL John Langenus         | Stade Chaban-Delmas, Bordeaux               | 20 000  |
| 1950[C50] | Brasil                           | Suécia        | 3 – 1       | Espanha         | NED Karel van der Meer    | Estádio do Pacaembu, São Paulo              | 18 000  |
| 1954      | Suíça                            | Áustria       | 3 – 1       | Uruguai         | SWI Raymon Wyssling       | Estádio Hardturm, Zurique                   | 35 000  |
| 1958      | Suécia                           | França        | 6 – 3       | Alemanha        | ARG Juan Regis Brozzi     | Estádio Ullevi, Gotemburgo                  | 25 000  |
| 1962      | Chile                            | Chile         | 1 – 0       | Iugoslávia      | ESP Juan Garay            | Estádio Nacional de Chile, Santiago         | 67 000  |
| 1966      | Inglaterra                       | Portugal      | 2 – 1       | União Soviética | ENG Ken Dagnall           | Wembley Stadium, Londres                    | 88 000  |
| 1970      | México                           | Alemanha      | 1 – 0       | Uruguai         | ITA Antonio Sbardella     | Estádio Azteca, Cidade do México            | 104 000 |
| 1974      | Alemanha Ocidental               | Polónia       | 1 – 0       | Brasil          | ITA Aurelio Angonese      | Olympiastadion, Munique                     | 74 100  |
| 1978      | Argentina                        | Brasil        | 2 – 1       | Itália          | ISR Abraham Klein         | Estádio Monumental de Núñez, Buenos Aires   | 69 659  |
| 1982      | Espanha                          | Polónia       | 3 – 2       | França          | POR António Garrido       | Estádio José Rico Pérez, Alicante           | 28 000  |
| 1986      | México                           | França        | 4 – 2 (pro) | Bélgica         | ENG George Courtney       | Estádio Cuauhtémoc, Puebla                  | 21 000  |
| 1990      | Itália                           | Itália        | 2 – 1       | Inglaterra      | FRA Joël Quiniou          | Stadio San Nicola, Bari                     | 51 426  |
| 1994      | Estados Unidos                   | Suécia        | 4 – 0       | Bulgária        | UAE Ali Bujsaim           | Rose Bowl, Pasadena                         | 91 500  |
| 1998      | França                           | Croácia       | 2 – 1       | Países Baixos   | PAR Epifanio González     | Estádio Parc des Princes, Paris             | 45 500  |
| 2002      | Coreia do Sul · Japão            | Turquia       | 3 – 2       | Coreia do Sul   | KUW Saad Mane             | Daegu World Cup Stadium, Daegu              | 63 483  |
| 2006      | Alemanha                         | Alemanha      | 3 – 1       | Portugal        | JAP Toru Kamikawa         | Gottlieb-Daimler-Stadion, Estugarda         | 92 000  |
| 2010      | África do Sul                    | Alemanha      | 3 – 2       | Uruguai         | MEX Benito Archundia      | Estádio Nelson Mandela Bay, Porto Elizabeth | 36 254  |
| 2014      | Brasil                           | Países Baixos | 3 – 0       | Brasil          | ALG Djamel Haimoudi       | Estádio Nacional, Brasília                  | 68 034  |
| 2018      | Rússia                           | Bélgica       | 2 – 0       | Inglaterra      | IRN Alireza Faghani       | Estádio Krestovsky, São Petesburgo          | 64 406  |
| 2022      | Catar                            | Croácia       | 2 – 1       | Marrocos        | QAT Abdulrahman Al-Jassim | Estádio Internacional Khalifa, Al Rayyan    | 44 137  |
| 2026      | Canadá · Estados Unidos · México |               |             |                 |                           |                                             |         |